# Kinh Xuân Thu
Kinh Xuân Thu (chữ Hán: 春秋; bính âm: Chūnqiū), cũng được gọi là Lân Kinh (chữ Hán: 麟經) là bộ biên niên sử của nước Lỗ viết về giai đoạn từ năm 722 TCN tới năm 481 TCN, tức là từ Lỗ Ẩn công năm thứ nhất đến Lỗ Ai công năm thứ 14. Đây là văn bản lịch sử Trung Quốc sớm nhất còn lại và được ghi chép theo thể biên niên. Văn bản được đánh giá cực kỳ súc tích, và nếu bỏ toàn bộ phần truyện, nội dung sẽ dài khoảng 16.000 chữ, vì thế chỉ có thể hiểu được nghĩa của nó với sự hỗ trợ của những truyện của các học giả thời xưa, đặc biệt theo truyền thống Tả truyện.
Bởi vì theo truyền thống, cuốn sách này được coi là do Khổng Tử biên soạn (theo giả thuyết của Mạnh Tử), nó được đưa vào trong bộ Ngũ Kinh của văn học Trung Quốc. Mạnh Tử nói rằng: "Kinh Thi mất, sau đó Kinh Xuân Thu mới làm ra. Nước Tấn gọi là Thặng, nước Sở gọi là Đào Ngột, nước Lỗ gọi là Xuân Thu, cũng là một vậy. Chép việc của Tề Hoàn, Tấn Văn, văn là văn sử. Khổng Tử nói rằng: Về nghĩa thì Khâu này trộm lấy đó vậy". Sử ký của Tư Mã Thiên, thiên "Khổng Tử thế gia" cũng chép: "[Khổng Tử] dựa vào sử ký mà làm ra kinh Xuân Thu, bắt đầu từ Ẩn công, kết thúc vào năm Ai công thứ 14, bao gồm 12 đời vua. Căn cứ vào chỗ vua Lỗ là họ hàng với nhà Chu, nên đưa vào những việc thời Tam đại. Văn từ tuy ngắn, nhưng ý rộng [...] Đến như việc viết kinh Xuân Thu, việc gì đáng viết thì viết, đáng bỏ thì bỏ, bọn Tử Hạ đều không thêm được một lời nào". Tuy nhiên, rất ít học giả hiện đại tin rằng Khổng Tử có nhiều ảnh hưởng trên quá trình trước tác văn bản này mà nó là tác phẩm của nhiều nhà biên niên sử người nước Lỗ.

## Nội dung và kết cấu
Buổi đầu lịch sử Trung Quốc, "Xuân Thu" là một từ hoán dụ thường được dùng để chỉ tổng thể khoảng thời gian trong năm, và nó cũng thường được dùng làm tiêu đề cho những cuốn biên niên sử của nhiều nước chư hầu Trung Quốc giai đoạn đó. Ví dụ, thiên Minh Quỷ trong sách Mặc Tử đã đề cập tới nhiều cuốn Biên niên sử Xuân Thu của nhà Chu, nước Yên, nước Tống và nước Tề. Tất cả các văn bản đó hiện đều không còn; chỉ cuốn biên niên sử nước Lỗ còn tồn tại.
Phạm vi sự kiện được ghi chép trong kinh Xuân Thu khá hạn chế. Nó tập trung vào các quan hệ ngoại giao giữa các nước chư hầu phong kiến, các liên minh và các hành động quân sự, cũng như những sự kiện sinh tử bên trong gia đình hoàng gia. Kinh Xuân Thu cũng ghi chép về các sự kiện thảm hoạ thiên nhiên như lũ lụt, động đất, nạn châu chấu và nhật thực, bởi vì những sự kiện đó được xem là phản ánh sự ảnh hưởng của trời đối với thế giới loài người.
Các sự kiện được miêu tả theo trật tự thời gian, đầu tiên là niên hiệu của vua nước Lỗ, mùa, tháng và ngày theo năm can chi. Kết cấu biên niên được tuân thủ chặt chẽ, tới mức liệt kê bốn mùa trong mỗi năm thậm chí khi không có sự kiện nào xảy ra ở thời điểm đó.
Văn phong ngắn gọn và khách quan, và không giúp ích gì cho việc xác định tác giả chính xác của nó.

## Mục đích
Theo Trần Trọng Kim, Kinh Xuân Thu có ba mục đích là: chính danh tự, định danh phận, ngụ bao biếm:
- Chính danh tự: tôn vua nhà Chu, thể hiện bằng bốn chữ "Xuân vương chính nguyệt" (春王正月, nghĩa là mùa xuân, tháng giêng, vua nhà Chu) để tỏ ý vẫn công nhận vua nhà Chu làm chủ thiên hạ[4]. Theo Sử ký, các vua Ngô, Sở đều tự xưng vương, nhưng kinh Xuân Thu hạ thấp gọi là "tử" (子); hội nghị ở Tiễn Thổ thực ra là thiên tử nhà Chu bị triệu đến, nhưng kinh Xuân Thu che giấu lại nói là "Thiên vương đi tuần ở Hà Dương"[5].
- Định danh phận: dùng chữ để định rõ người tà người chính: vua thiên tử chết chép chữ "băng" (崩), vua chư hầu chết chép chữ "hoăng" (薨), vua cướp ngôi chết chép chữ "tồ" (殂), quan ngay chính chết chép chữ "tốt" (卒), quan gian nịnh chết chép chữ "tử" (死). Người có danh phận chính đáng thì chép rõ chức phẩm và tên tự, người không có danh phận chính đáng thì chỉ chép tên tục[6]. Vì thế nên sách Trang Tử, thiên Thiên hạ nói rằng Xuân Thu là sách nói về danh và phận[3][7].
- Ngụ bao biếm (khen chê): sự khen hay chê là ở chữ dùng: "Nhất tự chi bao, vinh ư hoa cổn, nhất tự chi biếm, nhục ư phủ việt" (一字之褒，榮於華袞，一字之貶，辱於斧鉞, nghĩa là một chữ khen thì vinh hơn cả áo hoa cổn nhà vua ban cho, một chữ chê thì nhục hơn cả phải tội rìu búa)[6]. Những việc được khen là "giúp kẻ yếu, chống kẻ mạnh, cứu những nước bị tai nạn, phò những nước bị diệt vong"; những việc bị chê là "những nước chiến tranh nhau, hoặc dùng mưu kế mà khi trá nhau, cùng những con giặc, tôi loàn, và những kẻ phản quốc, thờ quân thù nghịch"[8]. Vì thế nên Mạnh Tử nói rằng: "Khổng Tử viết kinh Xuân Thu khiến cho loạn thần, tặc tử sợ"[9].

Cũng theo Mạnh Tử, nguyên nhân Khổng Tử viết kinh Xuân Thu là: "Đời suy đạo yếu, tà thuyết và những việc làm tàn bạo lại dấy lên: có kẻ làm bề tôi mà lại giết vua, có kẻ làm con mà lại giết cha. Khổng Tử sợ, nên làm ra kinh Xuân Thu. Kinh Xuân Thu chép chuyện của thiên tử. Cho nên Khổng Tử nói: Kẻ biết ta chỉ là bởi kinh Xuân Thu! Kẻ bắt tội ta chỉ là bởi kinh Xuân Thu!". Theo Trần Trọng Kim thì Khổng Tử biết rằng trong nước không thể không có vua, nhưng lại sợ những người làm vua lạm dụng quyền lực của mình để làm những điều tàn bạo, cho nên Khổng Tử mới đem cái nghĩa lấy cái "nguyên" (元) của dương khí mà thống trị việc trời, lấy trời mà thống trị vua chúa và bày tỏ nghĩa ấy trong sách Xuân Thu để hạn chế quyền lực của vua. Nhưng vì vua chúa ít người hiểu được lẽ thâm viễn siêu việt ấy, cho nên Khổng Tử mới lấy những tai dị như nhật thực, nguyệt thực, sao chổi, động đất để cảnh tỉnh bậc làm vua, muốn bậc làm vua phải lấy những điềm lạ ấy mà kính sợ, tự mình tu tỉnh lại và làm những điều nhân nghĩa.

## Truyện Xuân Thu
Bởi vì văn bản của kinh Xuân Thu ngắn gọn và nội dung hạn chế, một số truyện đã được thêm vào để giải thích và mở rộng nghĩa của nó. Cuốn Hán Thư quyển 30 liệt kê năm truyện Xuân Thu:
- Trâu Thị Truyện (鄒氏傳)
- Giáp Thị Truyện (夾氏傳)
- Công Dương Truyện (公羊傳)
- Cốc Lương Truyện (榖梁傳)
- Tả Thị Truyện (左氏傳)

Truyện của Trâu thị và Giáp thị hiện không còn. Truyện của Công Dương thị và Cốc Lương thị được biên soạn vào thế kỷ thứ 2 TCN, dù những học giả hiện nay đã đưa ra giả thuyết rằng chúng có thể được thêm vào sớm trước các truyền thống diễn giải bằng văn bản và bằng miệng từ thời Chiến Quốc. Chúng dựa theo những văn bản Xuân Thu khác nhau và được sắp xếp theo kiểu các câu hỏi và trả lời.
Tả thị truyện, được sáng tác đầu thế kỷ thứ 4 TCN, là một văn bản toàn sử về giai đoạn từ năm 722 TCN đến năm 463 TCN. Các học giả hiện nay không đồng ý về việc liệu nó có thực sự là một truyện của kinh Xuân Thu hay không hay nó là một tác phẩm độc lập. Trong bất kỳ trường hợp nào, các học giả đã đồng thuận rằng nó là cuốn hữu ích nhất trong số ba 'truyện' còn lại cả về mặt nguồn thông tin lịch sử của giai đoạn và về mặt giải thích và chú giải kinh Xuân Thu.